# Sepedonophilus hodites
Sepedonophilus hodites är en mångfotingart som beskrevs av Chamberlin 1940. Sepedonophilus hodites ingår i släktet Sepedonophilus och familjen storjordkrypare. Inga underarter finns listade i Catalogue of Life.